# Lokalbahn Reutlingen – Eningen

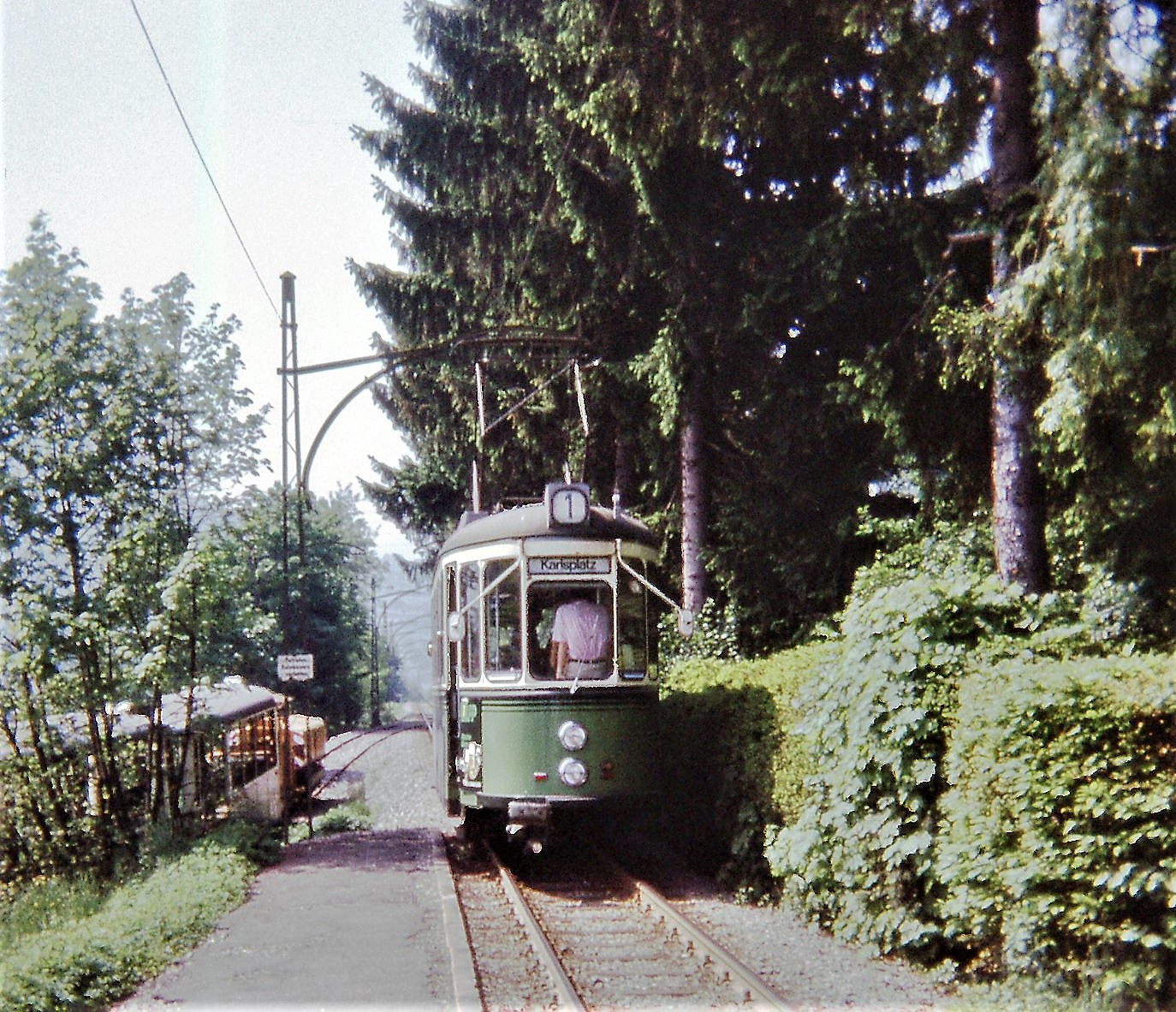
Tramwaj na trasie w lipcu 1971

Lokalbahn Reutlingen – Eningen (skr. RE) – rozebrana jednotorowa linia kolejowa w Badenii-Wirtembergii (Niemcy, Wirtembergia) o rozstawie szyn 1000 mm, przekształcona później w tramwaj elektryczny, łącząca Reutlingen z Eningen unter Achalm. Stacją styczną z linią łączącą Stuttgart z Tybingą było Reutlingen Hbf.

## Historia

### Kolej
1 listopada 1899, z inicjatywy mieszkańców Einingen (zwłaszcza tamtejszych kupców), otwarto do Reutlingen linię tramwaju parowego. Początkowo planowano poprowadzenie linii przez dolinę rzeki Echaz lub tramwaj konny, co nie podobało się inicjatorom kolei z Einingen. Kiedy w 1892 uruchomiono linię łączącą Reutlingen z Ulm przez Kleinengstingen, w Einingem powstał dworzec południowy (Einingen Südbahnhof), który ulokowano około 2,5 kilometra od centrum położonego znacznie wyżej miasta. Nie było to rozwiązanie korzystne dla mieszkańców. W 1895 sporządzili oni memorandum, w którym zaproponowali budowę własnego tramwaju parowego nie tylko do dworca południowego, ale też prosto do centrum Reutlingen, a dokłądnie do pętli na Listplatz. Miasto było uprzemysłowione i codziennie do Reutlingen przybywało z Einingen około pięciuset pracowników, co dawało ekonomiczne podstawy bytu linii.
Prace budowlane rozpoczęto w lutym 1899, a 1 listopada 1899, mimo trudności związanych z własnością gruntów, uruchomiono połączenie. Pociąg parowy kursował co godzinę z Listplatz przez Gartenstrasse do Burgplatz, a stamtąd, przez Albstrasse, do dworca południowego i docierał do centrum Eningen. Przejazd prawie pięciokilometrowej trasy kosztował 20 fenigów, co było ceną wygórowaną i wzbudziło protesty robotników oraz powodowało słabą frekwencję. Składy mogły być złożone z maksimum pięciu wagonów pasażerskich, ale zwykle wystarczały dwa lub trzy. Od 1908 zezwolono na maksimum dziewięć wagonów w składzie i dwie lokomotywy podczas jazdy w górę (do Einingen). Oprócz osób przewożono ładunki. Z uwagi na przewóz opału (chrustu) pociąg zyskał potoczną nazwę "Büschelesbahn".

### Tramwaj
1 czerwca 1911 zarządcą linii zostało Württembergische Eisenbahngesellschaft (WEG), które doprowadziło do przekształcenia jej w tramwaj elektryczny. W tej formie przewozy zainaugurowano 24 lipca 1912 przede wszystkim wagonami Herbrand i Esslingen. Kolej przetrwała II wojnę światową, ale w dekadach powojennych nastąpił jej schyłek. Ruch towarowy zawieszono 31 grudnia 1962, a pasażerski 19 października 1974. Wkrótce potem torowiska i sieć trakcyjną rozebrano.